# Turó d'en Guilló
El Turó d'en Guilló és una muntanya de 364 metres que es troba al municipi de Sant Quintí de Mediona, a la comarca de l'Alt Penedès.